# Easy listening
Easy listening (ook wel middle-of-the-roadmuziek genoemd) is een vorm van popmuziek en amusementsmuziek die in het midden van de twintigste eeuw opkwam.

## Definitie
De muziekstijl kenmerkt zich door eenvoudige, pakkende melodielijnen, rustige harmonieën en rustig dansbare ritmes. De muziek is meestal instrumentaal. Zangers zoals Andy Williams, Engelbert Humperdinck en Roger Whittaker hebben een stemgeluid dat goed past bij easy listening, en zij hebben dan ook veel muziek in deze stijl uitgebracht. Muziek van artiesten als Bing Crosby en Tom Jones werd echter als "te wild" bestempeld om in de categorie easy listening te kunnen vallen.

## Geschiedenis
Rond 1980 was easy listening de meestbeluisterde stijl op de Nederlandse radio, met populaire radioprogramma's als Arbeidsvitaminen en Muziek terwijl u werkt als voorlopers. De muziek werd daarna echter minder gedraaid, niet zozeer omdat de populariteit afnam, maar omdat de luisteraars "te oud" werden en dus niet meer interessant waren voor de adverteerders.
Nadat deze muziekvorm uit de mode was geraakt, werd er steeds vaker negatief over gesproken. Het zou "muzak" zijn, earcandy, slechts bedoeld als achtergrondmuziek. 

## Radiozenders met easy listening

### Sky Radio
Sky Radio is de muziekzender die in 1988 begonnen is als zender met rustige popmuziek. De zender kenmerkt zich door non-stopmuziek zonder presentatoren. Naderhand kwamen er wel nieuwsuitzendingen op deze zender, voorgelezen door onder meer Arend Langenberg en Ad Valk. Van 1993 tot 2001 bracht Radio 10 een tegenhanger onder de naam Love Radio.

### Easy FM
Diskjockey en jingleproducent Ferry Maat heeft in 2008 het idee opgevat om een zender speciaal voor babyboomers op te starten, waarop easy listening te horen moet zijn. Volgens hem valt deze muziek heden ten dage nog slechts zelden op de radio te beluisteren. De naam van de zender is Easy FM. Begin december 2019 is Easy FM gestart met uitzenden op 95.5 MHz vanuit het WTC in Almere.

## Easy-listeningartiesten
- Burt Bacharach
- Perry Como
- Bob Crewe
- Percy Faith
- Engelbert Humperdinck
- Bradley Joseph
- Bert Kaempfert
- James Last
- Mantovani
- Al Martino
- Rod McKuen
- André Moss
- Anne Murray
- Kenny Rogers
- Frank Sinatra
- Peter Skellern
- Adriaan Van Landschoot
- Walter Wanderley
- Roger Whittaker
- Andy Williams
- Klaus Wunderlich